# 鈍吻魣脂鯉
鈍吻魣脂鯉（學名：Ctenolucius hujeta）為輻鰭魚綱脂鯉目脂鯉亞目魣脂鯉科的其一種，分布於南美洲委內瑞拉西北部馬格達萊納河及Sinú河流域，體長可達22.8公分，棲息在底中層水域，生活習性不明，可作為觀賞魚。